# Barbacena
Barbacena − miasto we wschodniej Brazylii, w stanie Minas Gerais, w północnej części pasma górskiego Serra da Mantiqueira (Wyżyna Brazylijska). Około 115 tys. mieszkańców.
W mieście rozwinął się przemysł włókienniczy.

## Współpraca
- Burlington, Stany Zjednoczone